# جیمی دی آندا
جیمی دی آندا (انگلیسی: Jimmy D'Anda) طبل‌زن اهل ایالات متحده آمریکا است.